# Samsun (Provinz)
Samsun ist eine Provinz der Türkei am Schwarzen Meer. Ihre Hauptstadt ist Samsun.
Die Provinz hat 1.356.079 Einwohner (Stand Ende 2020) auf einer Fläche von 9725 km². Sie grenzt im Westen an die Provinz Sinop, im Osten an Ordu und im Süden an Amasya, Tokat und Çorum. Die Bevölkerungsdichte beträgt 139 Einwohner/km².

## Verwaltungsgliederung
Die Provinz ist in 17 İlçe unterteilt, die vom Zuschnitt in ländlichen Bereichen einem Landkreis, in städtischen Ballungsräumen einem Stadtbezirk entsprechen. 1993 wurde die alte Provinz Samsun aufgelöst und an ihrer Stelle eine Großstadtgemeinde (Büyükşehir belediyesi) errichtet. Mitglieder einer solchen Großstadtgemeinde sind Einzelgemeinden (Belediye), deren Gebiet sich mit dem jeweils gleichnamigen staatlichen Verwaltungsbezirk (ilçe) deckt. Gemeinden, die nicht Sitz einer ilçe-Verwaltung waren, wurden aufgelöst. Nach einer Verwaltungsreform 2013 umfasst das Gebiet der Großstadtkommune die gesamte Provinz. Die kommunalen Selbstverwaltungsorgane auf Provinzebene (İl Meclisi) wurden aufgelöst und ihre Zuständigkeiten auf die Verwaltung der Großstadtgemeinde übertragen. Die Provinz wurde damit zu einem rein staatlichen Verwaltungsbezirk. Die 17 İlçe sind:
| Kreis- code 1 | Landkreis İlçe | Fläche 2 (km²) | Bevölkerung am 31.12.2020 3 | Bevölkerung am 31.12.2020 3 | Bevölkerung am 31.12.2020 3 | Anzahl der Mahalle | Bevölke- rungs- dichte (Einw./km²) | Sex Ratio 4 Frauen auf 1000 Männer | Grün- dungs datum 5, 6 |
| Kreis- code 1 | Landkreis İlçe | Fläche 2 (km²) | Gesamt                      | männlich                    | weiblich                    | Anzahl der Mahalle | Bevölke- rungs- dichte (Einw./km²) | Sex Ratio 4 Frauen auf 1000 Männer | Grün- dungs datum 5, 6 |
| ------------- | -------------- | -------------- | --------------------------- | --------------------------- | --------------------------- | ------------------ | ---------------------------------- | ---------------------------------- | ---------------------- |
| 1830          | 19 Mayıs       | 234            | 26.044                      | 13.054                      | 12.990                      | 38                 | 111,3                              | 995                                | 1987                   |
| 1125          | Alaçam         | 598            | 25.123                      | 12.478                      | 12.645                      | 65                 | 42,0                               | 1013                               | 1944                   |
| 1763          | Asarcık        | 253            | 16.706                      | 8.386                       | 8.320                       | 32                 | 66,0                               | 992                                | 1987                   |
| 2072          | Atakum         | 351            | 221.082                     | 107.008                     | 114.074                     | 56                 | 629,9                              | 1066                               | 1008                   |
| 1879          | Ayvacık        | 382            | 19.843                      | 10.305                      | 9.538                       | 43                 | 52,0                               | 926                                | 1990                   |
| 1164          | Bafra          | 1503           | 143.443                     | 71.151                      | 72.292                      | 139                | 95,4                               | 1016                               |                        |
| 2073          | Canik          | 264            | 101.253                     | 50.728                      | 50.525                      | 53                 | 383,5                              | 996                                | 2008                   |
| 1234          | Çarşamba       | 774            | 140.245                     | 69.700                      | 70.545                      | 143                | 181,2                              | 1012                               |                        |
| 1386          | Havza          | 865            | 39.221                      | 19.250                      | 19.971                      | 98                 | 45,3                               | 1038                               |                        |
| 2074          | İlkadım        | 155            | 336.501                     | 165.732                     | 170.769                     | 61                 | 2171,0                             | 1030                               | 2008                   |
| 1452          | Kavak          | 697            | 21.154                      | 10.560                      | 10.594                      | 91                 | 30,4                               | 1003                               | 1934                   |
| 1501          | Ladik          | 541            | 16.391                      | 8.103                       | 8.288                       | 67                 | 30,3                               | 1023                               | 1928                   |
| 1838          | Salıpazarı     | 356            | 19.709                      | 10.121                      | 9.588                       | 44                 | 55,4                               | 947                                | 1987                   |
| 1849          | Tekkeköy       | 326            | 54.363                      | 27.405                      | 26.958                      | 62                 | 166,8                              | 984                                | 1987                   |
| 1676          | Terme          | 548            | 71.938                      | 35.710                      | 36.228                      | 82                 | 131,3                              | 1015                               |                        |
| 1712          | Vezirköprü     | 1674           | 94.360                      | 46.745                      | 47.615                      | 160                | 56,4                               | 1019                               |                        |
| 1993          | Yakakent       | 204            | 8.703                       | 4.239                       | 4.464                       | 17                 | 42,7                               | 1053                               | 1990                   |
| Samsun        | Samsun         | 9.725          | 1.356.079                   | 670.675                     | 685.404                     | 1251               | 139,4                              | 1022                               |                        |

## Bevölkerung

### Jährliche Bevölkerungsentwicklung
Nachfolgende Tabelle zeigt die jährliche Bevölkerungsentwicklung nach der Fortschreibung durch das 2007 eingeführte adressierbare Einwohnerregister (ADNKS). Zusätzlich sind die Bevölkerungswachstumsrate und das Geschlechterverhältnis (Sex Ratio d. h. die rechnerisch ermittelte Anzahl der Frauen pro 1000 Männer) aufgeführt.

| Jahr | Bevölkerung am Jahresende | Bevölkerung am Jahresende | Bevölkerung am Jahresende | Wachstums- rate der Be- völkerung (in %) | Geschlechter verhältnis (Frauen auf 1000 Männer) | Rang (unter den 81 Provinzen) |
| Jahr | gesamt                    | männlich                  | weiblich                  | Wachstums- rate der Be- völkerung (in %) | Geschlechter verhältnis (Frauen auf 1000 Männer) | Rang (unter den 81 Provinzen) |
| ---- | ------------------------- | ------------------------- | ------------------------- | ---------------------------------------- | ------------------------------------------------ | ----------------------------- |
| 2020 | 1.356.079                 | 670.675                   | 685.404                   | 1022                                     | 0,56                                             | 16                            |
| 2019 | 1.348.542                 | 669.055                   | 679.487                   | 1016                                     | 0,96                                             | 16                            |
| 2018 | 1.335.716                 | 662.086                   | 673.630                   | 1017                                     | 1,73                                             | 16                            |
| 2017 | 1.312.990                 | 649.524                   | 663.466                   | 1022                                     | 1,32                                             | 16                            |
| 2016 | 1.295.927                 | 640.699                   | 655.228                   | 1023                                     | 1,25                                             | 16                            |
| 2015 | 1.279.884                 | 632.014                   | 647.870                   | 1025                                     | 0,78                                             | 16                            |
| 2014 | 1.269.989                 | 627.296                   | 642.693                   | 1025                                     | 0,65                                             | 16                            |
| 2013 | 1.261.810                 | 623.435                   | 638.375                   | 1024                                     | 0,81                                             | 16                            |
| 2012 | 1.251.722                 | 617.095                   | 634.627                   | 1028                                     | 0,00                                             | 16                            |
| 2011 | 1.251.729                 | 617.701                   | 634.028                   | 1026                                     | −0,08                                            | 16                            |
| 2010 | 1.252.693                 | 620.015                   | 632.678                   | 1020                                     | 0,21                                             | 15                            |
| 2009 | 1.250.076                 | 618.849                   | 631.227                   | 1020                                     | 1,33                                             | 15                            |
| 2008 | 1.233.677                 | 607.501                   | 626.176                   | 1031                                     | 0,38                                             | 15                            |
| 2007 | 1.228.959                 | 606.187                   | 622.772                   | 1027                                     |                                                  | 15                            |

### Volkszählungsergebnisse
Nachfolgende Tabellen geben den bei den 15 Volkszählungen dokumentierten Einwohnerstand der Provinz Samsun wieder. Die Werte der linken Tabelle entstammen E-Books (der Originaldokumente) entnommen, die Werte der rechten Tabelle basieren aus der Datenabfrage des Türkischen Statistikinstituts TÜIK
| Jahr | Bevölkerung am Zensustag | Bevölkerung am Zensustag | jährl. Wachs- tumsrate in % | R a n g |
| Jahr | Türkei                   | Provinz Samsun           | Provinz Samsun              | R a n g |
| ---- | ------------------------ | ------------------------ | --------------------------- | ------- |
| 1927 | 13.648.270               | 260.868                  |                             | 14      |
| 1935 | 16.158.018               | 337.817                  | 3,68                        | 14      |
| 1940 | 17.820.950               | 363.384                  | 2,06                        | 15      |
| 1945 | 18.790.174               | 407.541                  | 1,09                        | 12      |
| 1950 | 20.947.188               | 475.660                  | 2,30                        | 11      |
| 1955 | 24.064.763               | 549.156                  | 2,98                        | 10      |
| 1960 | 27.754.820               | 654.602                  | 3,07                        | 10      |

| Jahr | Bevölkerung am Zensustag | Bevölkerung am Zensustag | jährl. Wachs- tumsrate in % | R a n g |
| Jahr | Türkei                   | Provinz Samsun           | Provinz Samsun              | R a n g |
| ---- | ------------------------ | ------------------------ | --------------------------- | ------- |
| 1965 | 31.391.421               | 755.946                  | 3,10                        | 6       |
| 1970 | 35.605.176               | 821.183                  | 1,73                        | 7       |
| 1975 | 40.347.719               | 906.381                  | 2,08                        | 7       |
| 1980 | 44.736.957               | 1.008.113                | 2,24                        | 7       |
| 1985 | 50.664.458               | 1.108.710                | 2,00                        | 7       |
| 1990 | 56.473.035               | 1.158.400                | 0,90                        | 8       |
| 2000 | 67.803.927               | 1.209.137                | 0,44                        | 14      |

Anzahl der Provinzen bezogen auf die Censusjahre:
- 1927, 1940 bis 1950: 63 Provinzen
- 1935: 57 Provinzen
- 1955: 67 Provinzen
- 1960 bis 1985: 73 Provinzen
- 1990: 73 Provinzen
- 2000: 81 Provinzen

### Detaillierte Volkszählungsergebnisse
| Jahr | Gesamtbevölkerung | Gesamtbevölkerung | Gesamtbevölkerung | Stadtbevölkerung | Stadtbevölkerung | Stadtbevölkerung | Stadtbevölkerung | Landbevölkerung | Landbevölkerung | Landbevölkerung | Landbevölkerung |
| Jahr | Gesamt            | männlich          | weiblich          | Gesamt           | %                | männlich         | weiblich         | Gesamt          | %               | männlich        | weiblich        |
| ---- | ----------------- | ----------------- | ----------------- | ---------------- | ---------------- | ---------------- | ---------------- | --------------- | --------------- | --------------- | --------------- |
| 1927 | 260.868           | 125.884           | 134.984           | 55.458           | 21,26            | 29.924           | 25.534           | 205.410         | 78,74           | 95.960          | 109.450         |
| 1935 | 337.817           | 165.221           | 172.596           | 66.723           | 19,75            | 33.630           | 33.093           | 271.094         | 80,25           | 131.591         | 139.503         |
| 1940 | 363.384           | 178.031           | 185.353           | 73.409           | 20,20            | 38.011           | 35.398           | 289.975         | 79,80           | 140.020         | 149.955         |
| 1945 | 407.541           | 205.328           | 202.213           | 82.110           | 20,15            | 42.676           | 39.434           | 325.431         | 79,85           | 162.652         | 162.779         |
| 1950 | 475.660           | 238.671           | 236.989           | 95.010           | 19,97            |                  |                  | 380.650         | 80,03           |                 |                 |
| 1955 | 549.156           | 274.558           | 274.598           | 122.260          | 22,26            | 62.370           | 59.890           | 426.896         | 77,74           | 212.188         | 214.708         |
| 1960 | 654.602           | 330.141           | 324.461           | 162.970          | 24,90            | 84.182           | 78.788           | 491.632         | 75,10           | 245.959         | 245.673         |
| 1965 | 755.946           | 379.635           | 376.311           | 197.103          | 26,07            | 101.093          | 96.010           | 558.843         | 73,93           | 278.542         | 280.301         |
| 1970 | 821.183           | 404.163           | 417.020           | 235.716          | 28,70            | 119.468          | 116.248          | 585.467         | 71,30           | 284.695         | 300.772         |
| 1975 | 906.381           | 454.837           | 451.544           | 290.207          | 32,02            | 149.814          | 140.393          | 616.174         | 67,98           | 305.023         | 311.151         |
| 1980 | 1.008.113         | 495.498           | 512.615           | 345.200          | 34,24            | 173.721          | 171.479          | 662.913         | 65,76           | 321.777         | 341.136         |
| 1985 | 1.108.710         | 541.783           | 566.927           | 408.622          | 36,86            | 206.280          | 202.342          | 700.088         | 63,14           | 335.503         | 364.585         |
| 1990 | 1.158.400         | 562.066           | 596.334           | 525.305          | 45,35            | 261.242          | 264.063          | 633.095         | 54,65           | 300.824         | 332.271         |
| 2000 | 1.209.137         | 585.759           | 623.378           | 635.254          | 52,54            | 312.388          | 322.866          | 573.883         | 47,46           | 273.371         | 300.512         |